# Beau Bassin-Rose Hill
Beau Bassin-Rose Hill est l'une des plus grandes villes de Maurice, située dans la partie basse des Plaines Wilhems. Elle a été formée par la fusion des villes de Beau Bassin et Rose Hill et compte 104 610 habitants.

## Rose Hill
Rose Hill constitue à elle seule le deuxième plus important centre commercial du pays après Port-Louis. Son importante desserte par les transports publics et sa position centrale la rend intéressante pour le shopping bon marché. Elle est située à une dizaine de kilomètres de la capitale.
Elle fait partie d'une ceinture urbaine de 25 kilomètres qui s'étend de Port-Louis au nord jusqu'à Curepipe, plus au sud. Le tiers de la population de l'île réside dans ce vaste ensemble urbain.
Elle accueille le collège de St Andrew's, la première école mixte du pays, le collège St Mary's et le collège de Lorette, établissement d'enseignement secondaire pour filles l'un des plus réputés de l'île. Le musée municipal et galerie d'exposition de Rose-Hill (Galerie Max Boullé) est la galerie d'art la plus importante de l'île.
Rose-Hill constitue aussi de ces deux églises .
L'Institut Français de Maurice est situé à Rose Hill.

## Beau Bassin
Beau Bassin accueille le John Kennedy College ainsi que la plus vieille des prisons de l'île. Construite en 1888, extrêmement vétuste, et qui a abrité un certain nombre de Juifs expulsés de Palestine sous mandat britannique en 1940-1945.
Le jardin Balfour qui couvre une étendue de cinq arpents est situé sur les berges de la Grande-Rivière-Nord-Ouest. On peut y découvrir de nombreuses espèces de palmiers, un parc à tortues géantes, des aires de jeux et des pistes de jogging, et profiter de la vue de la grande cascade en contrebas, vers les gorges de Sorèze.
On y trouve aussi une piscine olympique Serge Alfred construite en 1984.

## Personnalités nées à Beau Bassin
- Paul Carié (1876-1930), naturaliste.
- Guy Forget (1902-1972), homme politique et ambassadeur.
- Sheila Bappoo 1947-), femme politique.
- Ranini Cundasawmy (1984-), boxeuse.

## Personnalités nées à Rose Hill
- Jean Urruty (1904-1983), homme de lettres
- Raymond Mamet (1912-1996), entomologiste.
- Loys Masson (1915-1969), écrivain.
- Magda Mamet (1916-2012), femme de lettres.
- Hervé Masson (1919-1990), peintre et journaliste.
- Gaëtan Duval (1930-1996), homme politique.
- Firoz Ghanty (1952-2019), peintre mauricien.
- Shirin Aumeeruddy-Cziffra (?-), femme politique.
- Shenaz Patel (1966-), femme de lettres.